# Carl Gustav Emil Mannerheim
Barun Carl Gustav Emil Mannerheim (Askainen, 4. lipnja 1867. – Lausanne, 27. siječnja 1951.), šesti finski predsjednik (1944. – 1946.), finski regent (1918. – 1919.), političar i vrhovni zapovjednik oružanih snaga Finske tijekom Drugog svjetskog rata.

## Životopis
Kustaa, kako se volio potpisivati na službenim dokumentima, je rođen u finskoj plemićkoj obitelji njemačko-švedsko-škotskih korijena. Kao problematičan mladić napustio je finsku školu za kadete 1886., te nakon više neuspješnih pokušaja upisuje se u Sankt Peterburg na carsku akademiju, koju završava kao jedan od najboljih u svojoj klasi. Prva borbena iskustva stječe u Rusko-japanskom ratu 1904. – 1905. gdje odlazi kao dobrovoljac na frontu u Mandžuriju. Tijekom bitke kod Mukdena, najvažnije bitke u ratu, biva unaprijeđen u pukovnika zbog iskazane hrabrosti. Od 1906. do 1908. djeluje kao vojni obavještajac u svom putovanju kroz središnu Aziju i Kinu, tijekom čega uči i mandarinski jezik što dodaje svom poznavanju: njemačkog, francuskog, engleskog, švedskog, ruskog, i finskog.
Početak prvog svjetskog rata dočekuje na čelu jedne Carske konjaničke brigade te se ističe u bitkama na Austro-Ugarskoj i Rumunjskoj fronti. Privremena ruska vlada nakon Februarske revolucije ne smatra ga sklonim sebi i umirovljuje Mannerheima, što on prihvaća te se povlači u Finsku. Finska netom poslije proglašava nezavisnost i postavlja ga kao vrhovnog zapovjednika zapravo nepostojećih vojnih snaga. Finski građanski rat je bio posljedica širenja Oktobarske revolucije iz sada boljševičke Rusije, te nakon brze i krvave pobjede nad domaćim boljševicima u ljeto 1918. odlazi u inozemstvo kako bi izborio međunarodno priznanje finske samostalnosti. U Velikoj Britaniji i Francuskoj pokušava dokazati protunjemačko raspoloženje svoje zemlje, iako je tadašnja finska vlada imala drugačije, pronjemačko, stajalište. U prosincu 1918. po završetku Prvog svjetskog rata biva pozvan u Finsku da privremeno upravlja državom kao regent. Kada se nominalno postavljeni kralj Frederick Charles od Hessena odrekao prijestolja, Mannerhim osigurava priznanje od Velike Britanije i SAD-a s kojima ugovara nužno potrebnu pomoć u lijekovima i hrani. Iako čvrsto antiboljševičkih nazora, odbija savezništvo s generalima Bijele armije u Rusiji koji vode građanski rat protiv boljševičke Crvene armije, jer je pretpostavljao da u slučaju njihove pobjede neće priznati finsku samostalnost. U lipnju 1919. potvrđuje novi republikanski ustav, te se nakon izgubljenih izbora za predsjednika povlači iz finskog javnog života.
Između dva rata putuje po Aziji, Africi i Europi izbjegavajući Ruski teritorij. Po povratku u Finsku osniva humanitarne organizacije za djecu, te jedno vrijeme vodi i Finski crveni križ. U Finskoj javnosti postaje priznat kao nacionalna figura, potiče svefinsko pomirenje nakon građanskog rata, te zagovara obrambeni vojni savez sa Švedskom.
God. 1939. propali pregovori Finaca sa Sovjetskim Savezom značili su za Fince samo očekivanje izvjesnog sovjetskog napada, Mannerheim u dobi od 72. godine postaje vrhovni zapovjednik finskih oružanih snaga. Ubrzo organizira svoje sjedište u Mikkeli, gdje će biti gotovo tijekom cijelog Zimskog rata uz povremene posjete fronti. Poslije sklapanja sporazuma o miru u Moskvi 12. ožujka 1940. sa sovjetima, ostaje i dalje vrhovni zapovjednik iako je trebao predati svoje ovlasti parlamantu. Uoči nastavka Sovjetsko-finskog rata 1941. Hitler mu nudi zapovjedništvo nad preko 80,000 njemačkih vojnika što Mannerheim odbija jer nije htio biti u podređenom položaju naspram Hitlera. Mannerheim uspješno odbija Hitlerove ponude za savezništvom. Na njegov 75. rođendan, 4. lipnja 1942. finska vlada mu daje počasnu titulu Finskog maršala. Na njegovo veliko iznenađenje, Hitler u čast njegova rođendana dolazi u tajni posjet. Njihov razgovor u automobilu ostaje jedina sačuvana audio snimka (od 11. minuta) Hitlerova razgovora u neslužbenom tonu. U njemu Mannerheim pali cigaru bez Hitlerova dopuštenja, koji je imao jaku averziju prema pušenju, te Mannerheim zaključuje da je Hitler u slaboj situaciji i da mu ne može diktirati. Hitler je tražio od Finaca da pojačaju pritisak na Sovjete, ali Mannerheim nije pristao na pojačavanje vojnih napora koji bi značili samo još veću žrtvu malobrojnog Finskog naroda.
Parlament ga u ljeto 1944. tijekom velike Sovjetske ofenzive na Finsku bira za predsjednika kako bi zahvaljujući svom ugledu sklopio što povoljniji mir. Nakon mjesec dana mir je sklopljen, Finska se odriče bogatih pokrajina Karelije i Pečenga te je dužna snositi veliku ratnu odštetu. Nakon toga se Mannerheim morao okrenuti njemačkim postrojbama na sjeveru zemlje u tzv. Laponskom ratu. Nakon što je taj rat uspješno dovršio, krenuo je u nametnutu opću demobilizaciju. Po završetku rata bojao se da će biti optužen za zločin protiv mira, što se nikad nije dogodilo, jer ga je Staljin cijenio i govorio da Finci duguju puno starom Mannerheimu što nisu bili okupirani. Zbog problema sa zdravljem 4. ožujka 1946. napušta predsjedničku službu na 1/3 svog mandata. Dijagnosticiran mu je peptički ulkus, te posljednje godine života provodi na liječenjima, i pisanju svojih memoara, dok nije u bolnici u Lausanne preminuo 27. siječnja 1951.
Njegov rođendan, 4. lipnja, se danas u Finskoj slavi kao dan zastave Finskih obrambenih snaga.